# Força da Sibéria

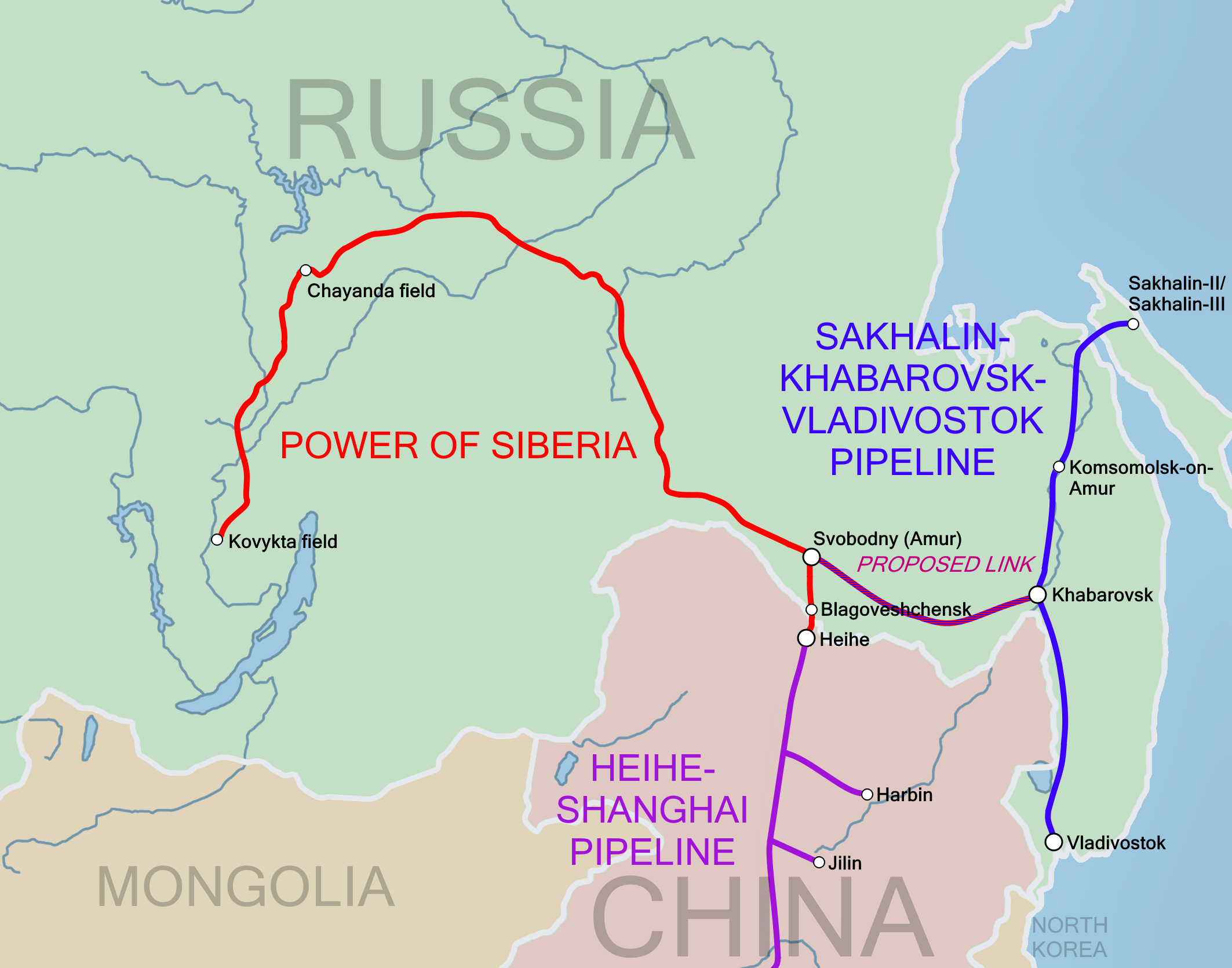
As rotas do gasoduto Força da Sibéria (em vermelho), gasoduto Sakhalin–Khabarovsk–Vladivostok (em azul), gasoduto Heige-Xangai (em roxo) e a proposta de ligação entre os dois primeiros (ao centro)

Força da Sibéria ("Sila Sibiri", anteriormente chamado de gasoduto Iacútia–Khabarovsk–Vladivostok, também conhecido como gasoduto de Gás Natural da Rota Leste China–Rússia; em russo:  Сила Сибири, chinês: 中俄东线天然气管道) é um gasoduto no leste da Sibéria que transporta gás natural de Iacútia para Krai do Litoral e China. É uma parte da rota de gás oriental da Sibéria para a China. A proposta de uma rota de gás ocidental para a China é conhecida como Força da Sibéria 2. 

## História
Em 29 de outubro de 2012, o presidente russo Vladimir Putin instruiu Aleksej Miller, CEO da empresa de energia Gazprom, a iniciar a construção do gasoduto. O projeto do gasoduto Iacútia–Khabarovsk–Vladivostok foi renomeado oficialmente como "Poder da Sibéria" ao final de 2012.
Em 21 de maio de 2014, Rússia e a China assinaram um acordo de gás de 30 anos com um investimento no valor de US$400 bilhões para viabilizar o projeto. A construção teve início em 1 de setembro de 2014 em Iakutsk e foi celebrada pelo presidente Putin e pelo vice-primeiro-ministro chinês Zhang Gaoli. A construção do gasoduto de conexão no lado da China começou em 29 de junho de 2015.
Em 4 de setembro de 2016, Miller e o presidente da Corporação Nacional de Petróleo da China, Wang Yilin, assinaram um acordo para construir uma travessia para o gasoduto que passava por cima do Rio Amur. Dois túneis sob o rio foram concluídos pelo China Petroleum Pipeline Engineering em março de 2019.
Em 2017, teve início a construção da estação de compressão de Atamanskaya (Zeyskaya). A estação foi concluída em 2019.
O gasoduto foi finalmente abastecido com gás em outubro de 2019. As entregas para a China começaram em 2 de dezembro de 2019.

## Descrição técnica
O comprimento total do gasoduto é de 3.968 quilômetros. A capacidade dos 1.420 milímetros do gasoduto é de até 61 bilhões de metros cúbicos de gás natural por ano, dos quais 38 bilhões de metros cúbicos anuais são fornecidos à China. A pressão de trabalho do gasoduto é garantida por nove estações de compressão com uma capacidade total de 1.200 MW. A construção de estações será concluída em 2022. A pressão de trabalho entre o campo de Chayanda e a estação de Atamanskaya é de 9.8 MPa, e entre a estação de Atamanskaya e a fronteira da China é de 11.8MPa. A estação de compressores de Chayandinskaya tem capacidade para 577 MW e a estação de compressão de Atamanskaya tem capacidade de 128 MW. As demais sete estações de compressão possuem uma capacidade total de 481 MW. Essas incluem as estações Saldykelskaya, Olyokminskaya, Amginskaya e Nimnyrkaya, entre outros. 
Juntamente com o desenvolvimento do campo de Chayanda e da Usina de Processamento de Gás de Amur, os projetos da Força da Sibéria custaram entre 55 e 70 bilhões de dólares.
O gasoduto é capaz de suportar temperaturas tão baixas quanto −62 °C (−79,6
 °F). Revestimentos nanocompósitos fabricados pela JSC Metaclay estão sendo usados para aumentar a vida útil da tubulação. Para resistir a terremotos, o gasoduto usa materiais que se deformam sob atividade sísmica. Os revestimentos internos garantem eficiência energética, reduzindo o atrito das superfícies internas da tubulação. A massa de todos os tubos usados para construir o gasoduto é de aproximadamente 2,5 milhões de toneladas.
Devido aos padrões ambientais mais baixos da Rússia e da China, o gasoduto foi construído de modo a manter padrões de impacto ambiental mais baixos quando comparado a gasodutos internacionais similares da Europa Ocidental.

## Rota
O gasoduto é abastecido a partir do campo de Chayanda em Iacútia, inaugurado em 2019. O campo Kovykta no Oblast de Irkutsk começará a abastecer o oleoduto em 2023. A primeira fase do gasoduto, de 2.156,1 quilômetros, começa no campo de Chayanda, em Iacútia. Ela passa parcialmente dentro do mesmo corredor da segunda etapa do Oleoduto Leste da Sibéria e Oceano Pacífico. Em Svobodny, no Oblast de Amur, o gasoduto está conectado à Usina de Processamento de Gás de Amur. A partir daí, o gasoduto se ramifica ao sul de Blagoveshchensk, na fronteira entre Rússia e China. Os dois tuneis de 1.139 metros que passam sob o Rio Amur finalmente conectam-se ao gasoduto de 3.371 quilômetros de Heihe-Xangai na China. Juntos, eles formam a rota oriental para o fornecimento de gás da Sibéria à China. 
Os 803,5 quilômetros da segunda fase do gasoduto conectam o campo de Kovykta ao campo de Chayanda. De acordo com o plano original, os outros 1.000 quilômetros da extensão do gasoduto da Força da Sibéria seguirão de Svobodny através de Birobidzhan até Khabarovsk, onde o gasoduto será conectado ao gasoduto Sakhalin–Khabarovsk–Vladivostok. A Gazprom não publicou se e quando essa extensão será criada. 

## Empreiteiros
Diferentes seções do gasoduto foram construídas pela Stroytransgaz, de propriedade de Gennady Timchenko, Neftegazstroy e Stroygazmontazh, de Arkady Rotenberg.

## Impacto
O gasoduto tem fortes implicações para a segurança energética na China e da Rússia no curto prazo. Foi projetado para reduzir a dependência da China do carvão, que consome mais carbono e causa mais poluição que o gás natural. Para a Rússia, o gasoduto permite outra parceria econômica diante da resistência aos gasodutos que estão sendo construídos na Europa Ocidental. 